# Blötberget
Blötberget is een plaats in de gemeente Ludvika in het landschap Dalarna en de provincie Dalarnas län in Zweden. De plaats heeft 448 inwoners (2005) en een oppervlakte van 133 hectare. De plaats ligt tien kilometer van de stad Ludvika en de meeste mensen die in deze plaats wonen werken in die stad.